# John Gustaf Tengberg
John Gustaf Tengberg, född den 6 mars 1844 i Göteborg, död den 2 februari 1914 i Ystad, var en svensk agronom, disponent vid Ystads Franska Ångkvarn, sedan bankdirektör i Ystad. Han var bror till Niklas Tengberg, professor i Lund. Gift 2:o med Gerda Charlotta, född Schönbeck. Barn: Erik, Olga, John, Märta och Gerda.

## Biografi
Tengberg tillhörde en handelsfamilj i Göteborg. Fadern och morfadern var rådmän i staden. Släktens ursprung var Tengene i Västergötland (varifrån efternamnet kommer), där stamfadern var Povel Mascoll.
Tengbergs yrkesutbildning till agronom vid Alnarp ledde till att han flyttade söderut. Inspirationen för lantbruk var säteriet Bränningeberg utanför Skara, vilket ägdes av hans farfar och som varit släktens stamort sedan början av 1700-talet. 1868 fick han anställning som inspektor på egendomen Ruuthsbo, en halvmil väster om Ystad.
Hans båda äktenskap, det första med borgmästardottern Olga Trägårdh, död efter endast två år, och det andra med Gerda Schönbeck, gjorde honom till en del av stadens societet. Efter svärfadern Gerhard Schönbecks död 1876 övertog han ledningen av familjeföretaget Ystads Franska Ångkvarn. Företaget hade grundats av svärfadern tolv år tidigare och snabbt vuxit till en av stadens största industrier.
Ännu en förklaring till hans betydelsefulla position i dåtidens Ystad var hans egen arbetskapacitet och aktiva deltagande i stadens samhällsliv. Förutom att leda företaget var han ledamot av stadsfullmäktige, ordförande i drätselkammaren, landstingsman, kyrkvärd, styrelseordförande i flera järnvägsbolag och aktiv i sällskapslivet. Han hade ett långvarigt engagemang i det lokala bankväsendet, med ledande positioner i tre olika banker. Efter det att han lämnat familjeföretaget i svågern Gerhard Schönbeck den yngres händer 1908 blev han verkställande direktör för Sparbanken i Ystad 1911–1913. Efter att han blivit allt mer sjuklig, trappade han ner som dess vice ordförande.
Under flera decennier var Tengberg ”Ystads starke man” och fick i Ystads tidning inofficiellt benämningen ”prokonsul” på grund av sitt långvariga och stora inflytande över staden. Av de projekt han var inblandad i kan nämnas hamnens utvidgning, byggandet av nya teatern 1894 (efter att den gamla brunnit ned 1891) och uppförandet av Ystads Saltsjöbad 1897, efter förebild av det mondäna Trouville i Frankrike. Ett politiskt nederlag var dock frågan om Gråbrödraklostret, som då användes som kronomagasin och var i uselt skick. Tengberg föreslog 1887 att magasinet skulle rivas så att S:t Petri kyrka fick "ett fritt och vackert läge". Efter många turer vände opinionen och han fick 1907 slå till slutlig reträtt i frågan.

## Eftermäle och testamente
Tengberg tilldelades Vasaorden 1892 och Nordstjärneorden 1905 och ett kvarter nordväst om stadens centrum är uppkallat efter honom. Till Ystads kommun testamenterade han - ”med ödmjuk tacksamhet för all den lycka och välvilja, som kommit min hustru och mig till del inom detta samhälle” - medel som ännu förvaltas i Gerda och John Tengbergs fond för barnvård.